# La mia estate con te
La mia estate con te è il 16° album in studio di Fred Bongusto, pubblicato nel 1976. Dall'album venne tratto il singolo La mia estate con te/Lui.

## Tracce

### Lato A
1. La mia estate con te
2. Quando te ne vai
3. Lui
4. I tuoi giorni verde mela
5. Auguri

### Lato B
1. Francesca G.
2. L'ultima serenata mia per te
3. Penelope no
4. La scuola dell'amore
5. Tu che ti senti divina
6. Inevitabilmente poi